# Matthias Gunderam
Matthias Gunderam (* um 1529 in Kronach; † 8. Oktober 1564 in Crailsheim) war ein deutscher evangelischer Theologe.

## Leben
Am 18. Januar 1548 immatrikulierte sich Gunderam an der Universität Wittenberg und erwarb sich am 14. August 1550 den Grad eines Magisters an der philosophischen Fakultät. In jenem Jahr vertrat er Lucas Cranach der Ältere in einer Klagesache, dessen Vertrauen er als sein Vetter genoss. Am 14. August 1553 findet er Aufnahme in den Senat der philosophischen Fakultät, der er im Wintersemester 1559 als Dekan vorstand.
Noch vor Ablauf des Semesters wurde er von Paul Eber und Philipp Melanchthon, den fränkischen Markgrafen Georg Friedrich, als Pfarrer und Superintendent von Crailsheim empfohlen. Gunderam reiste im Frühling 1560 an den markgräflichen Hof und nach den dort üblichen Verhandlungen, kehrte er nach Wittenberg zurück und wurde am 24. Juni 1560 für das Amt ordiniert.
Am 25. November heiratet er in Ansbach Salome, die Tochter des dortigen Pfarrers Georg Karg. Zu der Hochzeit verfasste Johannes Mathesius das Gedicht Oeconomica. Gunderam verstarb im Jahr 1564 an seiner Wirkungsstätte.